# 大井圍

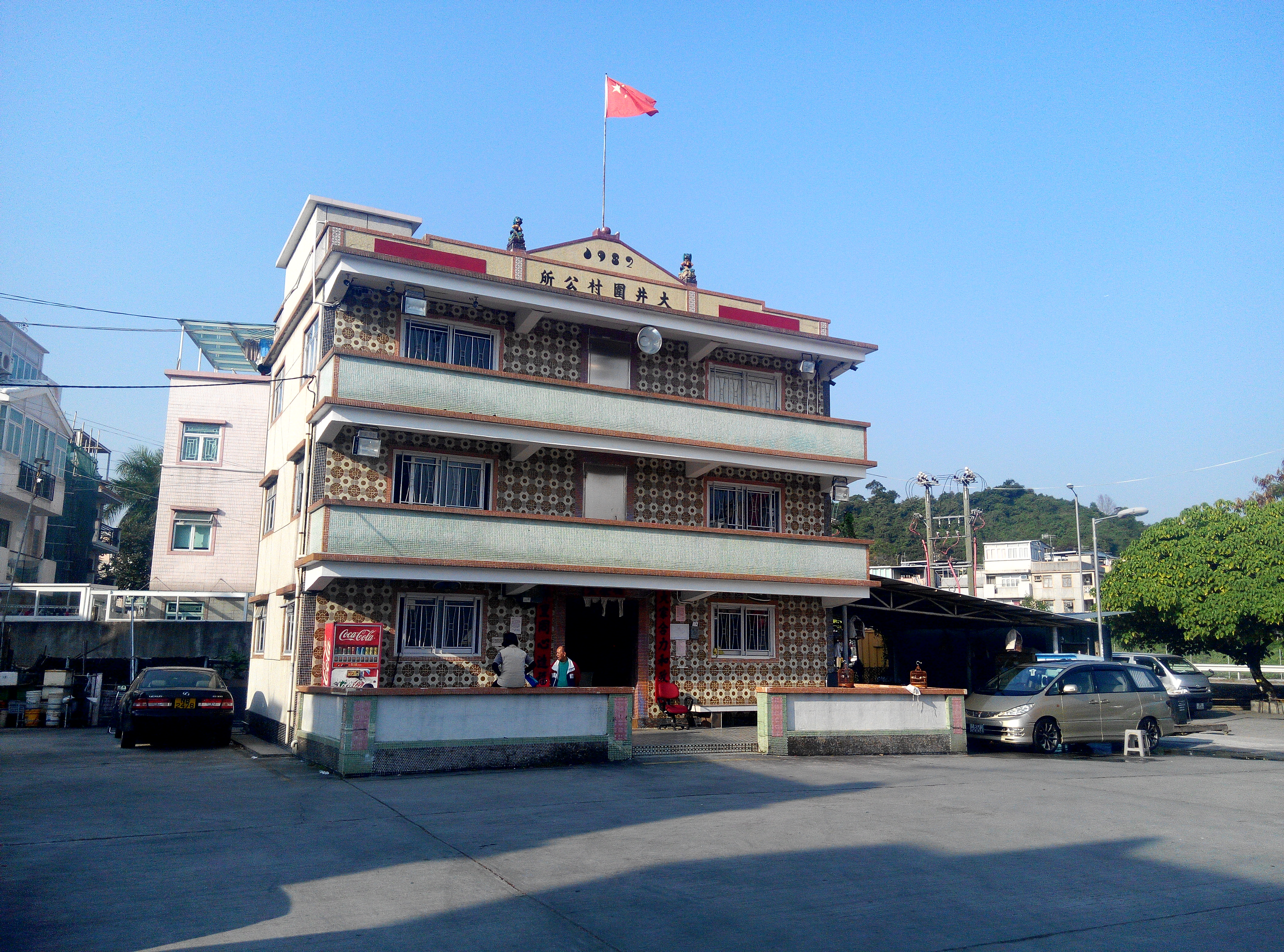
大井圍村公所

大井圍是香港元朗區橫洲髻山北面的一條鄉村，屬屏山鄉鄉事委員會，鄰近元朗工業園。北面為一大片的魚塘。附近的鄉村有盛屋村及吳屋村。

## 建築
大井圍是一條三姓村落，分別姓梁、吳及鄭，仍然保持圍村風格，但亦具有現代鄉村風情，即新舊村屋參半，設有圍門，中軸綫上圍尾的神廳內有古老龍頭，奉有多個神位。據說大井圍因為座向欠佳，因此在村前加建薄牆及閘門，村後種植風水竹林，其後才稱為「圍」。

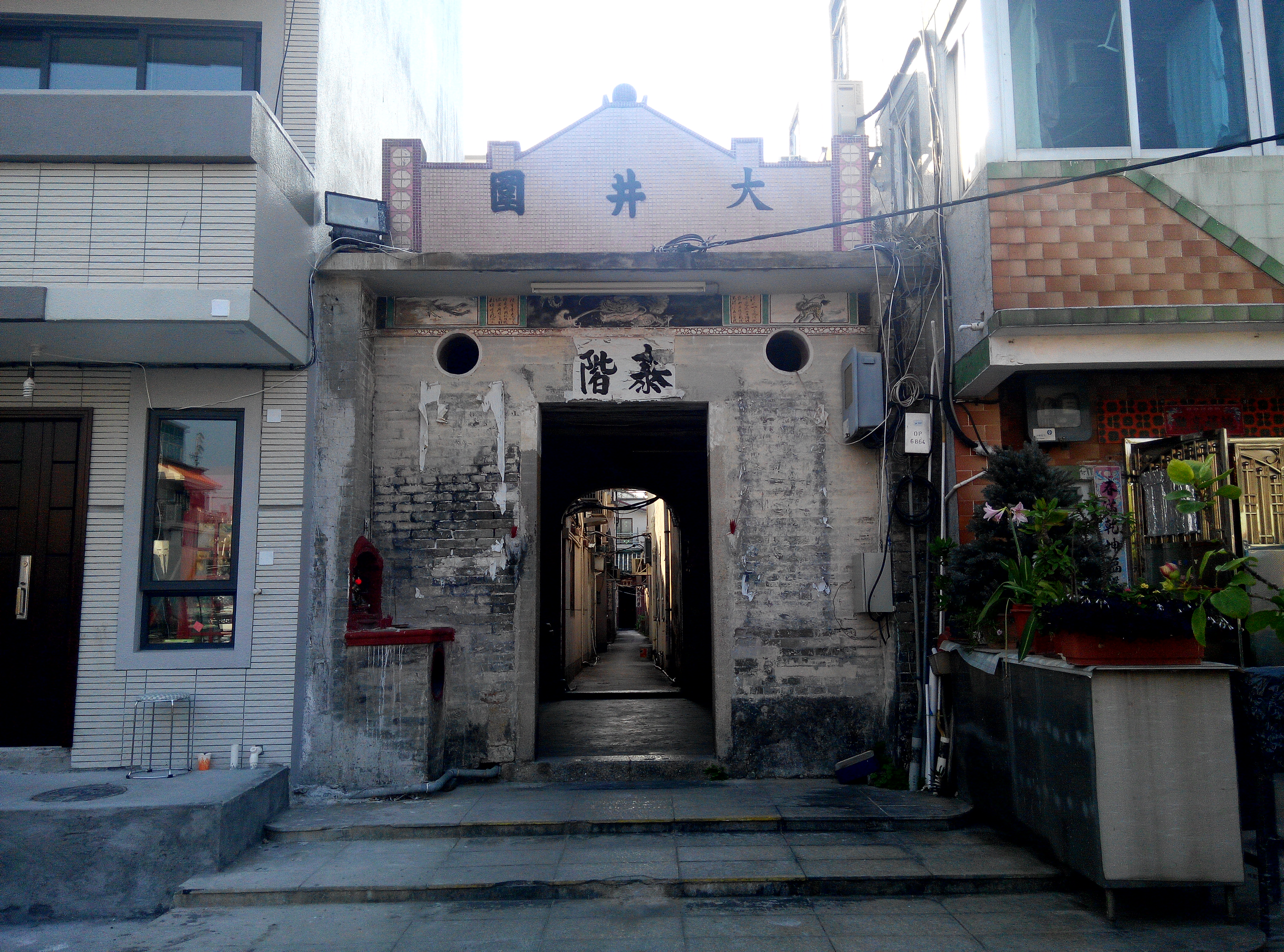
圍門
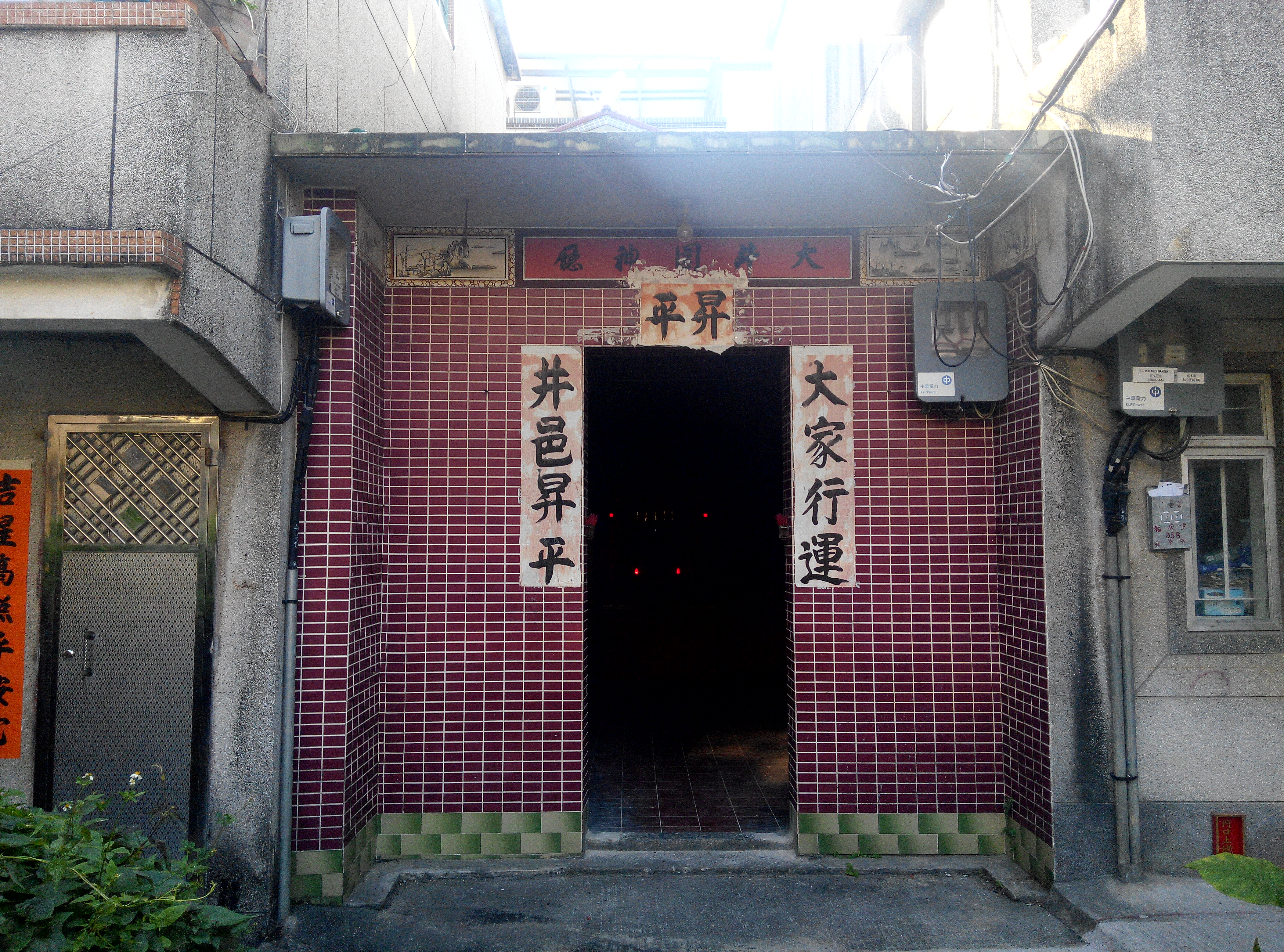
神廳

## 交通
在元朗可乘坐74號專線小巴前往。
或乘坐港鐵接駁巴士K68 到達村口。